# Сас, Янош
Янош Сас (венг. János Szász, 14 марта 1958, Будапешт) — венгерский режиссёр театра и кино, сценарист, актёр.

## Биография
В 1976—1980 работал в Национальном театре, затем окончил Академию театра и кино в Будапеште как драматург и как режиссёр. Ставит на венгерских и зарубежных сценах, работает в игровом и документальном кино, на телевидении (в том числе, в передачах для детей). Преподает в Академии театра и кино в Будапеште, в 2001—2003 преподавал театральное искусство в Гарварде.

## Творчество
В театре Сас поставил «Короля-оленя» Гоцци, «Ромео и Джульетту» Шекспира, «Призраков» Ибсена, «Мамашу Кураж» и «Кавказский меловой круг» Брехта, «Дядю Ваню» Чехова, «Трамвай «Желание»» Теннесси Уильямса, «Мастера и Маргариту» Булгакова.
Среди фильмов Саса наиболее известны:
- «Войцек» (1994, по одноименной драме Бюхнера), премия Европейской киноакадемии «Феликс», премии на фестивалях в Страсбурге, Бергамо, Фессалониках, Сан-Диего, Вальядолиде, Сочи, Торуне;
- «Мальчики Витман» (1997, по новелле Гезы Чата), премия в Каннах «За особый взгляд», премия ФИПРЕССИ и «Серебряный Георгий» XX Московского МКФ за лучшую режиссуру, премии на фестивалях в Будапеште, Генте, Брюсселе, Чикаго, Тромсё;
- «Глаза Холокоста» (2000, документальный, одна из серий в коллективном международном проекте под руководством Стивена Спилберга);
- «Опиум» (2007, по дневникам Гезы Чата), премия на Неделе венгерского кино в Будапеште, премия «
Фантаспорто» лучшему режиссёру, номинация на Золотого Святого Георгия 29-го Московского МКФ.

- «Толстая тетрадь» (2013, по одноимённому роману Аготы Кристоф, , Хрустальный глобус МКФ в Карловых Варах).

## Признание
Член Европейской киноакадемии, член гильдии кинорежиссеров США.